# Schernikau
Schernikau è un quartiere tedesco di 450 abitanti del comune di Bismark, situato nel land della Sassonia-Anhalt e nella regione storica dell'Altmark.
Fino al 31 dicembre 2009 ha costituito un comune autonomo.